# Rösjön (Rumskulla socken, Småland)
Rösjön är en sjö i Eksjö kommun och Vimmerby kommun i Småland och ingår i Emåns huvudavrinningsområde. Sjön är 9,5 meter djup, har en yta på 0,113 kvadratkilometer och befinner sig 140,9 meter över havet. Rösjön ligger i Emåns vattensystem i Kalmar län Natura 2000-område. Sjön avvattnas av vattendraget Silverån. Vid provfiske har abborre, gädda och mört fångats i sjön.

## Delavrinningsområde
Rösjön ingår i det delavrinningsområde (639023-148674) som SMHI kallar för Inloppet i Åsjön (södra). Medelhöjden är 170 meter över havet och ytan är 20,78 kvadratkilometer. Räknas de 3 avrinningsområdena uppströms in blir den ackumulerade arean 108,66 kvadratkilometer. Silverån som avvattnar avrinningsområdet har biflödesordning 3, vilket innebär att vattnet flödar genom totalt 3 vattendrag innan det når havet efter 139 kilometer. Avrinningsområdet består mestadels av skog (89 procent). Avrinningsområdet har 0,11 kvadratkilometer vattenytor vilket ger det en sjöprocent på 0,5 procent.